# Josef Bayer
Josef Bayer, född 6 mars 1852 och död 12 mars 1913, var en österrikisk musiker.
Bayer var balettdirigent vid hovoperan i Wien, och har skrivit baletterna Olga (1896), Wiener Walzer, Die Puppenfée, Die Braut von Koréa, samt operetterna Der Chevalier von S:t Marco, Fräulein Hexe med flera.